# Palazzo comunale (Chieti)
Il Palazzo comunale, più noto come Palazzo d'Achille, è un edificio civile di Chieti, situato in piazza San Giustino. 

## Storia
Si trova in Piazza San Giustino (ex Piazza Vittorio Emanuele II), sul lato orientale, accanto all'abside della Cattedrale, all'imbocco di via Chiarini (ex via del Popolo). Risale a un'antica struttura usata dai signori Valignani di Chieti sin dal XVI secolo, profondamente modificata nei secoli successivi, sino a diventare sede municipale col plebiscito del 1860.
Nel 1901 ospitò il re Vittorio Emanuele III, in vista alla città.

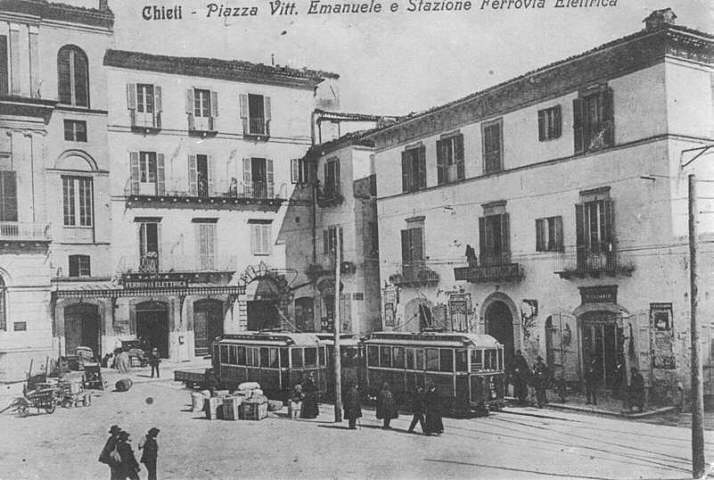
Immagine stitica di piazza Vittorio Emanuele, oggi di San Giustino, a sinistra il palazzo comunale

Durante il fascismo ospitò la sede d'ufficio del podestà, l'8 settembre 1943 dopo l'armistizio, il palazzo fu preso d'assalto dai cittadini e i documenti, con le insegne e i busti inneggianti a Mussolini e al fascismo, furono scaraventati dalle finestre.

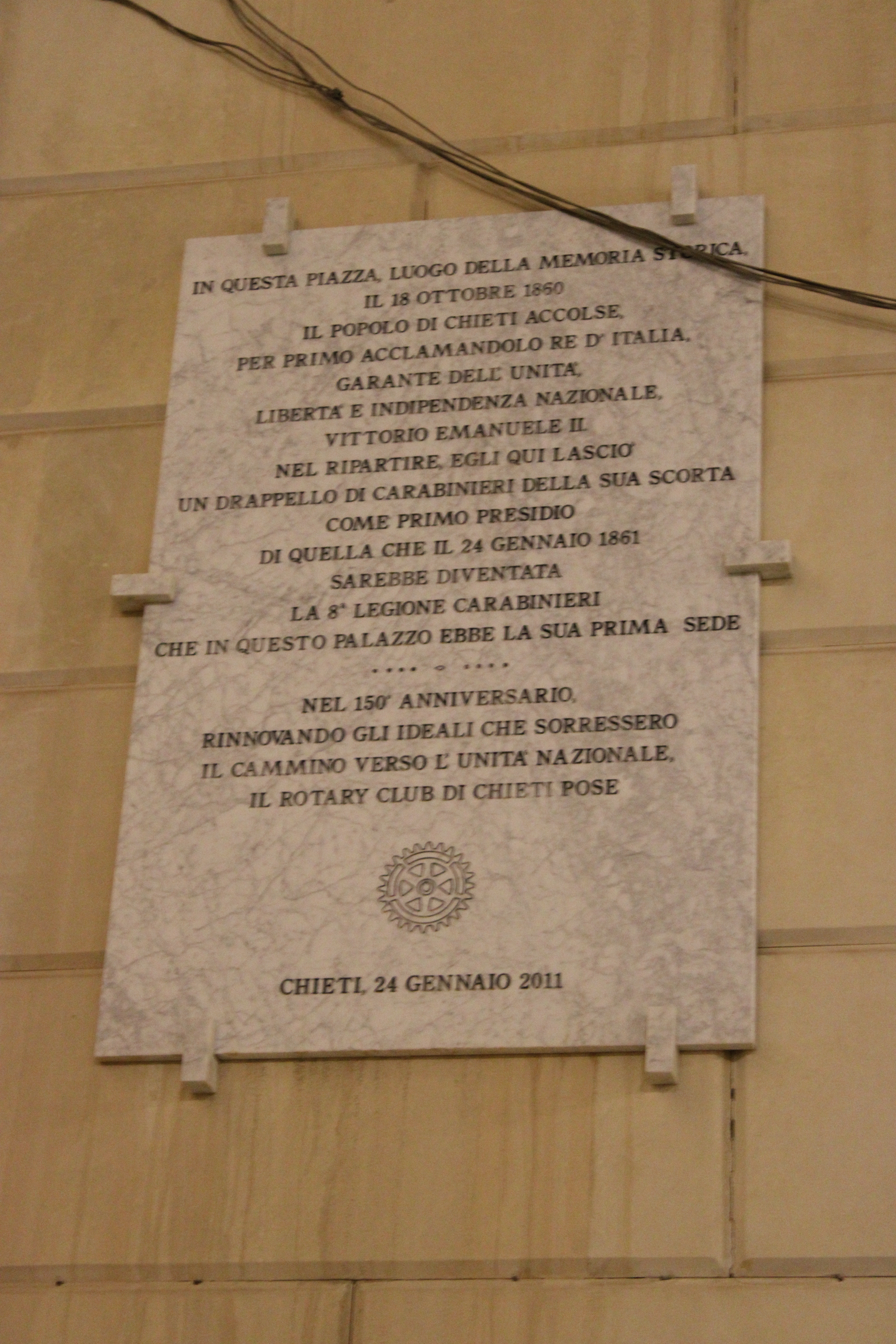
Targa commemorativa a Vittorio Emanuele II presso il palazzo

L'interno fu abbellito negli anni '50 da una composizione di pannelli ceramici dipinti, opera
di Tommaso Cascella, sul tema della liberazione di Chieti dagli alleati. Successivamente furono realizzate altre opere d'arte, come la statua di Achille a cavallo sopra una colonna, trafugato nel 2017, e la statua busto di padre Alessandro Valignani, opera di Luciano Primavera. A causa del terremoto dell'Aquila del 2009, il palazzo è stato dichiarato inagibile e la sede municipale temporaneamente è stata spostata nel palazzo ex Banca d'Italia. I lavori di recupero sono iniziati nel 2015.

## Descrizione
L'aspetto attuale non permette di comprendere come fosse la struttura seicentesca, poiché la facciata è una sintesi delle linee sobrie neoclassiche e del neorinascimento per mezzo del bugnato presente sulla zoccolatura e sul pianterreno della facciata. Si apre un grande portale centrale a tutto sesto con cornice bugnata, affiancato da due finestre dello stesso stile, ma in scala ridotta.
Una lunga balconata su balaustra corre al termine di questo piano, sovrastata da tre grandi finestre rettangolari con cornice semplice, sormontate da mensoloni, e ciascuna di esse inquadrata da due paraste in laterizio a capitello ionico. Sopra i mensoloni delle tre finestre si trova un altro cornicione marcapiano su mensole, sovrastato da tre finestre dello stesso stile, e con lo stesso motivo delle coppie di paraste. Lo stesso motivo ricorre sul lato di via Chiarini che si affaccia sul corso Marrucino, mentre lo stile cambia completamente nella facciata prospiciente il corso, assai semplice, con fascia di bugnato al pianterreno. La parte retrostante di via Chiarini, e che termina sul corso Marrucino, è stata modificata nei primi anni del Novecento, accorpando vari edifici. Il palazzo ha una corte interna con giardino, e una colonna centrale con la statua di Achille sopra un cavallo rampante, trafugata sciaguratamente nel 2017.
Il palazzo è sede del Municipio, anche se è temporaneamente trasferita nel Palazzo della Banca d'Italia per inagibilità dopo il terremoto del 2009. Nel 2013 sono partiti i lavori di restauro, conclusi nel 2018.
Tuttavia per un contenzioso tra il Comune e le ditte esecutrici dei lavori, il palazzo non è ancora completamente agibile, le deleghe sono state ritirate, pertanto il futuro del palazzo d'Achille è ancora incerto.

### Curiosità
Il palazzo ha all'ingresso due sculture di Luciano Primavera, che rappresentano le statue di Alessandro Valignano, nato a Chieti, e San Camillo de Lellis. Presso l'androne ingresso si trova l'affresco dello stemma di Chieti con Achille a cavallo, presso un architrave si trova un distico del XV secolo a caratteri gotici in cui si celebra la mitica fondazione di Chieti da parte di Achille. Forse faceva parte della statua monumentale che si trovava in piazza San Giustino, e che fu trafugata.
Presso il cortile centrale sino al 2017 si trovava la statua di Achille a cavallo, opera del napoletano Giacinto Diano, trafugata durante i lavori di restauro del palazzo e non rinvenuta.
Nella sala consiliare del Palazzo della Provincia di Chieti si trova il grande affresco dai temi classicheggianti de Allegoria della Provincia di Chieti (1955) in cui Tommaso Cascella mescola storia e tradizione popolare, ispirato dai disegni di Michetti, rappresentando lo stemma del Cinghiale sannitico, i mestieri della terra d'Abruzzo e al centro una Madonna con Bambino.